# Choroedocus capensis
Choroedocus capensis är en insektsart som först beskrevs av Carl Peter Thunberg 1815.  Choroedocus capensis ingår i släktet Choroedocus och familjen gräshoppor. Inga underarter finns listade i Catalogue of Life.